# Pepsinogène
Le pepsinogène est une protéine sécrétée par les cellules principales de la muqueuse oxyntique du fundus de l'estomac. Il s'agit d'une proenzyme, c'est-à-dire d'un précurseur inactif d'une enzyme active, en l'occurrence de la pepsine. L'activation est réalisée par l'acide chlorhydrique sécrété par les cellules pariétales. La pepsine dégrade les protéines et peptides du bol alimentaire en hydrolysant leurs liaisons peptidiques. Une fois activée, la pepsine active elle-même d'autres pepsinogènes, dans un processus dit d'autocatalyse.
Chez l'homme, on distingue la pepsine A et la gastricsine, ou pepsine C, aux propriétés catalytiques légèrement différentes ; elles dérivent respectivement du pepsinogène A et du pepsinogène C, codés par des gènes situés respectivement sur le chromosome 11 et sur le chromosome 6.